# Tony Cascio
Pour les articles homonymes, voir Cascio.
Tony Cascio est un footballeur américain né le 28 mars 1990 à Gilbert en Arizona. Il évolue au poste d'attaquant avec le Orlando City SC en MLS.

## Biographie
Tony Cascio commence le football (soccer) au lycée à Chandler dans la banlieue de Phoenix en Arizona. En 2008, il intègre l'Université du Connecticut et rejoint le club de soccer des Huskies en NCAA. Pendant ces quatre saisons de sport collégial, il reçoit de nombreuses distinctions individuelles.
Il est repêché en 14e position de la MLS SuperDraft 2012 par les Colorado Rapids . Il se fait rapidement une place dans l'effectif du club de Denver et dispute 29 matchs (dont 18 comme titulaire) pour son année de recrue (rookie).
Après deux saisons avec les Rapids, dont une dernière où il ne joue peu, Tony est prêté en janvier 2014 au Houston Dynamo dans le cadre du premier prêt de l'histoire au sein de la ligue.
Cascio se blesse et ne joue que 6 matchs en 2014. Il retrouve en fin de saison les Rapids mais est retenu lors du repêchage d'expansion par le Orlando City SC.